# Argyrodes lanyuensis
Argyrodes lanyuensis là một loài nhện trong họ Theridiidae.
Loài này thuộc chi Argyrodes. Argyrodes lanyuensis được miêu tả năm 1998 bởi Yoshida, Tso & Severinghaus.